# 사르차나

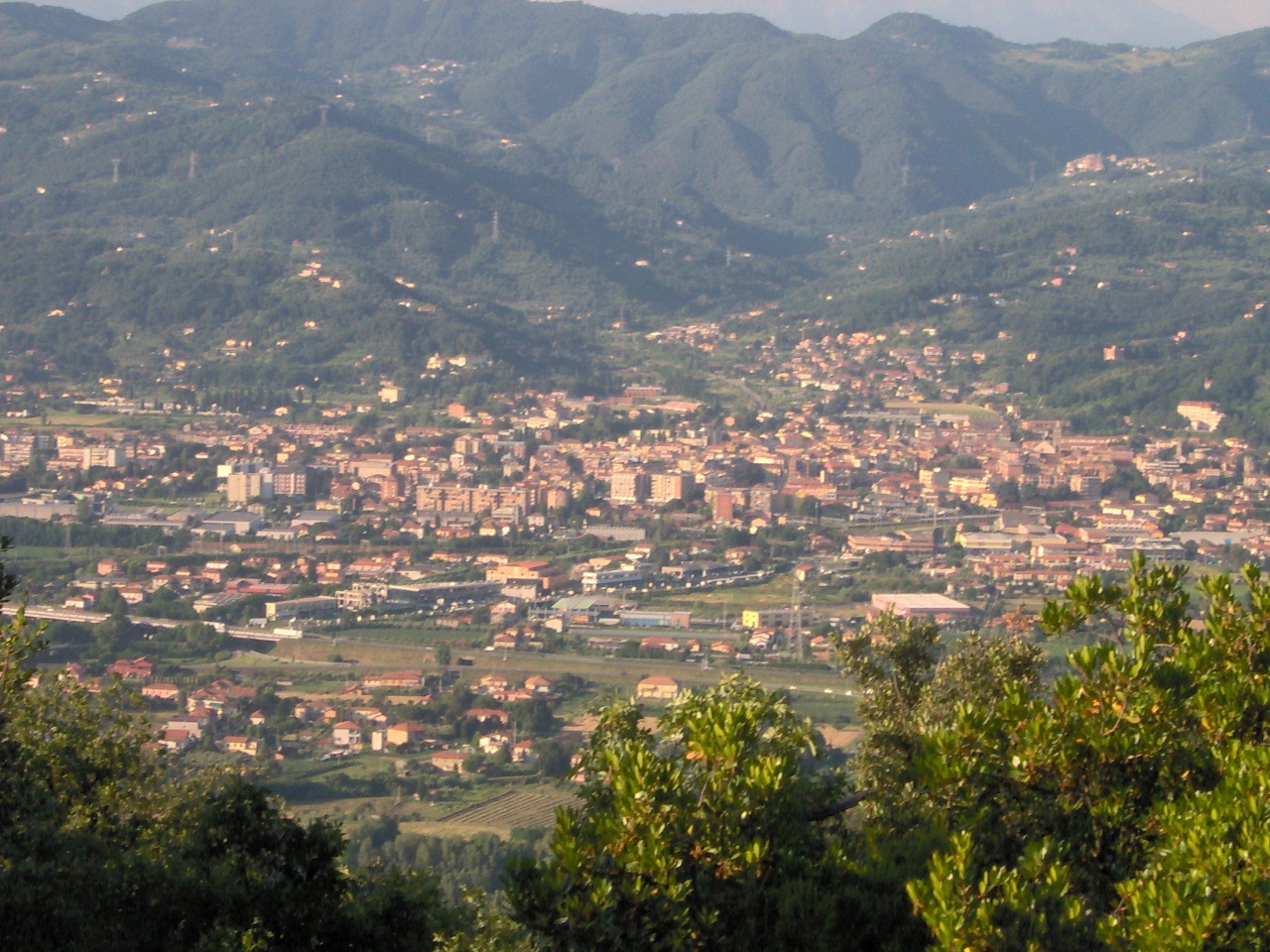
사르차나

사르차나(이탈리아어: Sarzana)는 이탈리아 리구리아주 라스페치아도에 위치한 코무네로 면적은 31.8km2, 인구는 4,532명(2004년 12월 기준), 인구 밀도는 140명/km2이다. 라스페치아에서 동쪽으로 15km 정도 떨어진 곳에 위치한다.

## 자매 도시
- 프랑스 빌프랑슈드루에르그
- 헝가리 에게르